# Синагога дель Трансито

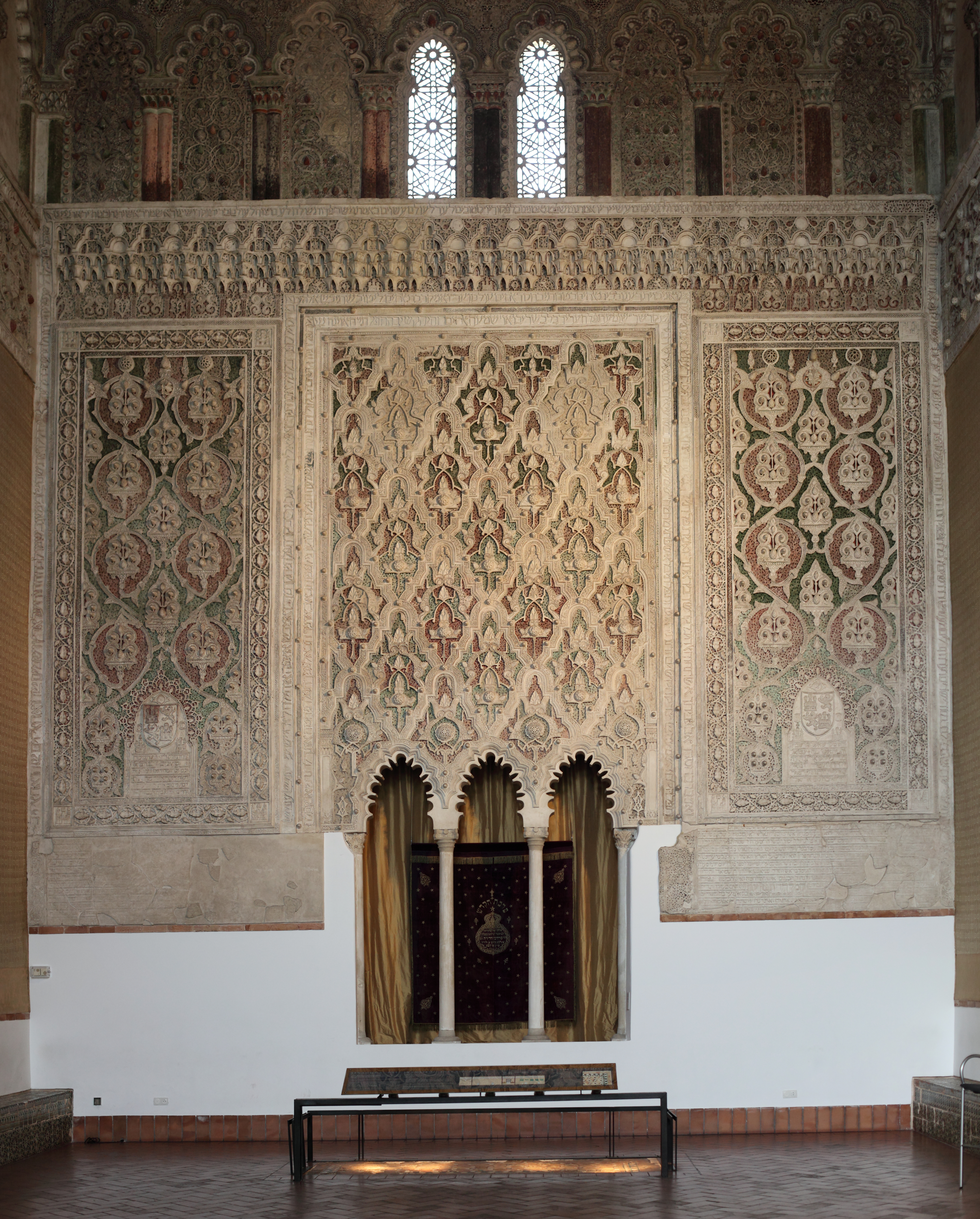
Передняя стена зала

Синагога дель Трансито (исп. Sinagoga del Tránsito) — историческое здание в Толедо. Возведена по заказу Самуэля Ха-Леви, казначея короля Педро I Кастильского.
Синагога построена в 1357 году в период правления Педро I Кастильского. Здание богато украшено цветными изразцами и надписями на иврите и арабском. Возведена как часть комплекса зданий, построенных по заказу Самуэля Ха-Леви Абулафия, исполнявшего при короле Педро I Кастильском функции судьи, дипломата и казначея. Позднее часть комплекса была куплена Эль Греко, там сейчас расположен его дом-музей. Через два года после изгнания евреев в 1492 году здание синагоги было передано монастырю Сан-Бенито, принадлежащему Ордену Калатравы, и функционировало как госпиталь, церковь и место захоронения рыцарей ордена. В XVII веке в церкви была повешена картина Богоматери работы Хуана Корреа де Вивар (сейчас находится в музее Прадо), что сделало её местом поклонения. Во время наполеоновских войн использовалась в качестве казармы. С 1877 года здание объявлено национальным памятником. В настоящий момент в здании расположен музей сефардов.

## Большой молитвенный зал

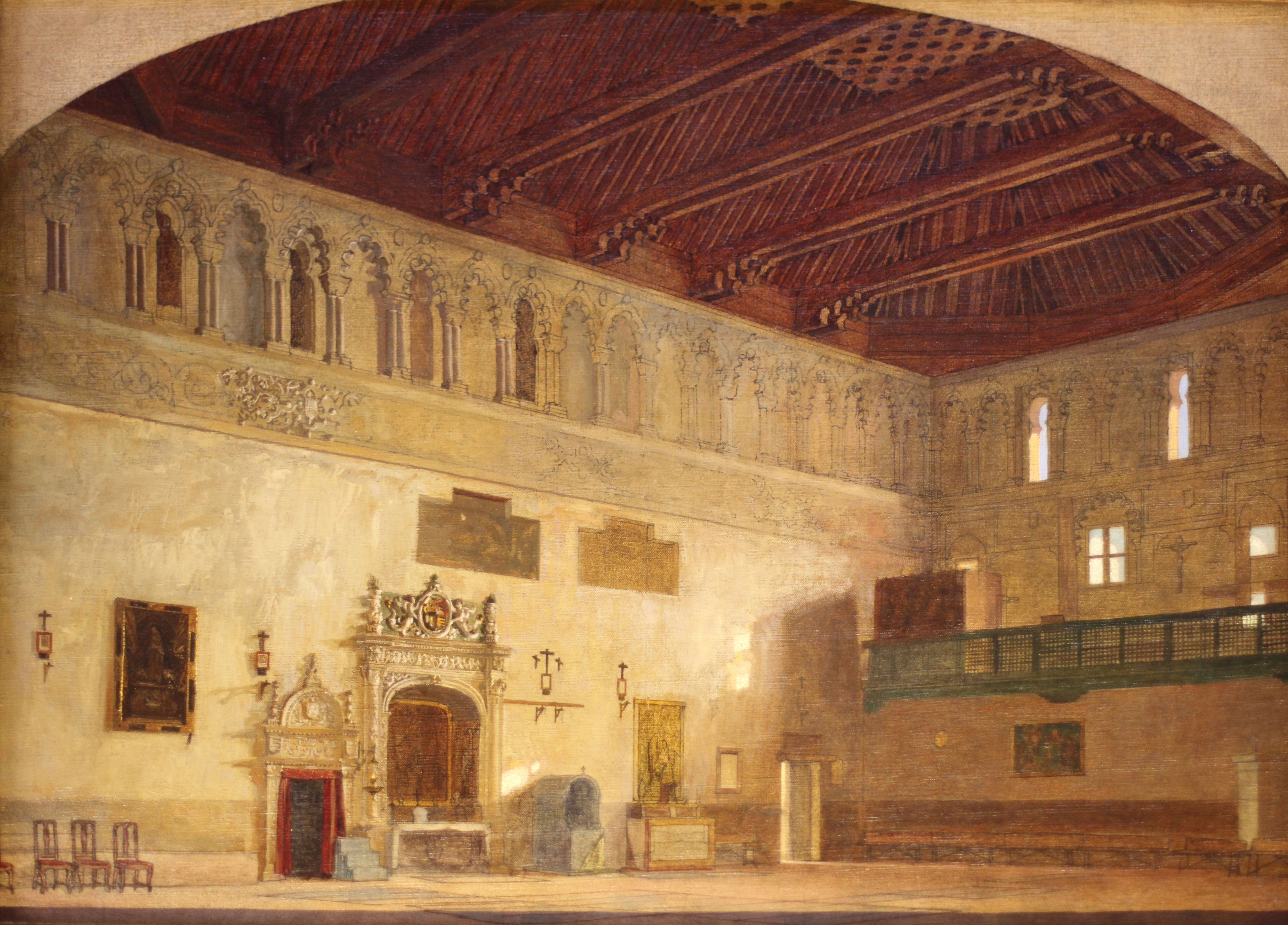
Интерьер церкви Сан-Бенито

Зал представляет собой типичный пример мавританской архитектуры и имеет форму прямоугольника. Верхняя часть стен содержит чередующиеся окна и слепые арки, и декорирована орнаментом. На фронтальной стене расположено место для хранения свитков Торы. Надписи на стене делятся на две группы: восхваления Педро I Кастильского и Самуэля Ха-Леви в первой группе, и библейские тексты во второй. Арабские надписи носят декоративный характер. На боковой стене изображены гербы короны Кастилии и Леона.